# Formuła 1 Sezon 2015
Sezon 2015 Formuły 1 – 66. sezon Mistrzostw Świata Formuły 1.
W sezonie 2015 w charakterze dostawcy silników do sportu powróciła Honda, która dostarczała jednostki napędowe McLarenowi.

## Prezentacje samochodów
| Samochód               | Data i miejsce prezentacji                         |
| ---------------------- | -------------------------------------------------- |
| Williams FW37          | 21 stycznia 2015                                   |
| Lotus E23 Hybrid       | 26 stycznia 2015                                   |
| McLaren MP4-30         | 29 stycznia 2015 – Woking, Wielka Brytania         |
| Sauber C34             | 30 stycznia 2015                                   |
| Ferrari SF15-T         | 30 stycznia 2015 – Maranello, Włochy               |
| Toro Rosso STR10       | 31 stycznia 2015 – Jerez de la Frontera, Hiszpania |
| Mercedes F1 W06 Hybrid | 1 lutego 2015 – Jerez de la Frontera, Hiszpania    |
| Red Bull RB11          | 1 lutego 2015 – Jerez de la Frontera, Hiszpania    |
| Force India VJM08      | 25 lutego 2015                                     |
| Marussia MR03B         | 12 marca 2015                                      |

## Lista startowa
| Zespół                                 | Konstruktor             | Samochód      | Silnik (1.6 V6T)       | Opony | Nr | Kierowcy wyścigowi | Rundy        | Kierowcy rezerwowi                                                      |
| -------------------------------------- | ----------------------- | ------------- | ---------------------- | ----- | -- | ------------------ | ------------ | ----------------------------------------------------------------------- |
| Infiniti Red Bull Racing               | Red Bull Racing-Renault | RB11          | Renault Energy F1-2015 | P     | 3  | Daniel Ricciardo   | 1–19         | Sébastien Buemi Pierre Gasly                                            |
| Infiniti Red Bull Racing               | Red Bull Racing-Renault | RB11          | Renault Energy F1-2015 | P     | 26 | Daniił Kwiat       | 1–19         | Sébastien Buemi Pierre Gasly                                            |
| Scuderia Ferrari                       | Ferrari                 | SF15-T        | Ferrari 059/4          | P     | 5  | Sebastian Vettel   | 1–19         | Antonio Fuoco Marc Gené Esteban Gutiérrez Davide Rigon Jean-Éric Vergne |
| Scuderia Ferrari                       | Ferrari                 | SF15-T        | Ferrari 059/4          | P     | 7  | Kimi Räikkönen     | 1–19         | Antonio Fuoco Marc Gené Esteban Gutiérrez Davide Rigon Jean-Éric Vergne |
| Mercedes AMG Petronas Formula One Team | Mercedes                | F1 W06 Hybrid | Mercedes PU106B Hybrid | P     | 6  | Nico Rosberg       | 1–19         | Pascal Wehrlein                                                         |
| Mercedes AMG Petronas Formula One Team | Mercedes                | F1 W06 Hybrid | Mercedes PU106B Hybrid | P     | 44 | Lewis Hamilton     | 1–19         | Pascal Wehrlein                                                         |
| Lotus F1 Team                          | Lotus-Mercedes          | E23 Hybrid    | Mercedes PU106B Hybrid | P     | 8  | Romain Grosjean    | 1–19         | Adderly Fong Carmen Jordá Jolyon Palmer                                 |
| Lotus F1 Team                          | Lotus-Mercedes          | E23 Hybrid    | Mercedes PU106B Hybrid | P     | 13 | Pastor Maldonado   | 1–19         | Adderly Fong Carmen Jordá Jolyon Palmer                                 |
| Sauber F1 Team                         | Sauber-Ferrari          | C34           | Ferrari 059/4          | P     | 9  | Marcus Ericsson    | 1–19         | Raffaele Marciello                                                      |
| Sauber F1 Team                         | Sauber-Ferrari          | C34           | Ferrari 059/4          | P     | 12 | Felipe Nasr        | 1–19         | Raffaele Marciello                                                      |
| Sahara Force India F1 Team             | Force India-Mercedes    | VJM08 VJM08B  | Mercedes PU106B Hybrid | P     | 11 | Sergio Pérez       | 1–19         |                                                                         |
| Sahara Force India F1 Team             | Force India-Mercedes    | VJM08 VJM08B  | Mercedes PU106B Hybrid | P     | 27 | Nico Hülkenberg    | 1–19         |                                                                         |
| McLaren Honda                          | McLaren-Honda           | MP4-30        | Honda RA615H           | P     | 14 | Fernando Alonso    | 2–19         | Kevin Magnussen Oliver Turvey Stoffel Vandoorne                         |
| McLaren Honda                          | McLaren-Honda           | MP4-30        | Honda RA615H           | P     | 20 | Kevin Magnussen    | 1            | Kevin Magnussen Oliver Turvey Stoffel Vandoorne                         |
| McLaren Honda                          | McLaren-Honda           | MP4-30        | Honda RA615H           | P     | 22 | Jenson Button      | 1–19         | Kevin Magnussen Oliver Turvey Stoffel Vandoorne                         |
| Williams Martini Racing                | Williams-Mercedes       | FW37          | Mercedes PU106B Hybrid | P     | 19 | Felipe Massa       | 1–19         | Alex Lynn Adrian Sutil Susie Wolff                                      |
| Williams Martini Racing                | Williams-Mercedes       | FW37          | Mercedes PU106B Hybrid | P     | 77 | Valtteri Bottas    | 1–19         | Alex Lynn Adrian Sutil Susie Wolff                                      |
| Manor Marussia F1 Team                 | Marussia-Ferrari        | MR03B         | Ferrari 059/3          | P     | 28 | Will Stevens       | 1–19         | Jordan King Fabio Leimer Roberto Merhi                                  |
| Manor Marussia F1 Team                 | Marussia-Ferrari        | MR03B         | Ferrari 059/3          | P     | 53 | Alexander Rossi    | 13–14, 16–18 | Jordan King Fabio Leimer Roberto Merhi                                  |
| Manor Marussia F1 Team                 | Marussia-Ferrari        | MR03B         | Ferrari 059/3          | P     | 98 | Roberto Merhi      | 1–12, 15, 19 | Jordan King Fabio Leimer Roberto Merhi                                  |
| Scuderia Toro Rosso                    | STR-Renault             | STR10         | Renault Energy F1-2015 | P     | 33 | Max Verstappen     | 1–19         |                                                                         |
| Scuderia Toro Rosso                    | STR-Renault             | STR10         | Renault Energy F1-2015 | P     | 55 | Carlos Sainz Jr.   | 1–19         |                                                                         |
| Zespół                                 | Konstruktor             | Samochód      | Silnik (1.6 V6T)       | Opony | Nr | Kierowcy wyścigowi | Rundy        | Kierowcy rezerwowi                                                      |

### Piątkowi kierowcy
Jeśli kierowca brał udział w piątkowym treningu, symbol oznacza, którego z kierowców wyścigowych zastąpił.

Udział kierowcy w całym weekendzie wyścigowym zaznaczono przez pogrubioną nazwę zespołu, w którym startował.
| Kierowca           | Nr | Zespół   | Australia | Malezja |     | Bahrajn | Hiszpania | Monako | Kanada | Austria | Wielka Brytania | Węgry | Belgia | Włochy | Singapur | Japonia | Rosja | Stany Zjednoczone | Meksyk | Brazylia |     |
| ------------------ | -- | -------- | --------- | ------- | --- | ------- | --------- | ------ | ------ | ------- | --------------- | ----- | ------ | ------ | -------- | ------- | ----- | ----------------- | ------ | -------- | --- |
| Jolyon Palmer      | 30 | Lotus    |           |         | GRO | GRO     | GRO       |        |        | GRO     | GRO             | GRO   | GRO    | GRO    |          | GRO     | GRO   |                   | GRO    | GRO      | GRO |
| Raffaele Marciello | 36 | Sauber   |           | NAS     |     |         | ERI       |        |        |         | ERI             |       |        |        |          |         |       | NAS               |        |          |     |
| Susie Wolff        | 41 | Williams |           |         |     |         | BOT       |        |        |         | BOT             |       |        |        |          |         |       |                   |        |          |     |
| Fabio Leimer       | 42 | Marussia |           |         |     |         |           |        |        |         |                 | MER   |        |        |          |         |       |                   |        |          |     |

### Zmiany wśród zespołów
- W grudniu 2013 roku Fédération Internationale de l’Automobile ogłosiła nabór na nowy zespół Formuły 1. Przy selekcji kandydatów federacja zapowiedziała kierowanie się odpowiednim zapleczem technologicznym i finansowym[64]. Aplikacje zostały wysłane przez trzy osoby: Gene'a Haasa, Colina Kollesa i Zorana Stefanovicia[65]. W pierwszym zadeklarowanym terminie FIA nie wybrała zespołu, opóźniając decyzję[66]. 11 kwietnia ogłoszono, że nowym zespołem w sezonie 2015 będzie Haas Formula, zespół należący do Gene'a Haasa, który jest także właścicielem zespołu NASCAR Stewart-Haas Racing[67]. Na początku czerwca Haas potwierdził jednakże przełożenie debiutu jego zespołu na rok 2016, co wynika z chęci lepszego przygotowania się do debiutu[68].
- Od 2015 do 2017 roku Honda dostarczała silniki dla McLarena, zastępując tym samym Mercedesa, który był dostawcą dla brytyjskiego zespołu w latach 1995–2014. Honda natomiast dostarczała McLarenowi silniki w sezonach 1988–1992. Zespół wygrał w tym okresie 44 wyścigi[44].
- Lotus zdecydował się na zerwanie umowy o dostarczanie silników z Renault. Nowym dostawcą Lotusa został Mercedes[28].
- Po problemach finansowych w sezonie 2014 zespołu Marussia[69], zwolnieniach pracowników[70], sprzedaży fabryki oraz projektu i danych bolidu Manor MNR1 zespołowi Haas F1[71] i podaniu do wiadomości, iż zespół Marussia F1 został rozwiązany[72], Manor – jako jego sukcesor – pojawił się na liście startowej FIA sezonu 2015. Manor planował wystartować w sezonie 2010, ale został przejęty przez Virgin Racing[73], który w 2011 roku został przekształcony w Marussia F1 Team[74]. Zespół zapewnił sobie silniki Ferrari z roku 2014[55] i pod koniec lutego uzyskał potwierdzenie zgłoszenia przez FIA, pojawiając się na liście startowej jako Manor Marussia F1 Team[75]. Nazwą konstruktora pozostała Marussia[76].
- Z rywalizacji w sezonie 2015 wycofał się Caterham. Pod koniec sezonu 2014 zespół trafił pod kontrolę komornika i zrezygnował z udziału w dwóch Grand Prix[77], ale zdołał wystartować w Grand Prix Abu Zabi[78]. Mimo uzyskanego pozwolenia na użycie w sezonie 2015 modelu CT05[79] zespół nie znalazł kupca i jego aktywa trafiły na licytację[80].

### Zmiany wśród kierowców
Manor Marussia F1 Team
- Kierowcą zespołu został Brytyjczyk Will Stevens, który zadebiutował w sezonie 2014 w Caterhamie podczas Grand Prix Abu Zabi[56]
- Partnerem Stevensa został Roberto Merhi, kierowca testowy Caterhama w sezonie 2014[57].
- Od Grand Prix Singapuru zastępcą Merhiego został Alexander Rossi[59].

McLaren Honda
- Nowym zawodnikiem zespołu został Hiszpan Fernando Alonso, mistrz świata z lat 2005–2006, który ścigał się dla McLarena w sezonie 2007. Alonso na stanowisku kierowcy zastąpił Duńczyka Kevina Magnussena, który został kierowcą rezerwowym zespołu[45].
- Podczas Grand Prix Australii Alonso został zastąpiony przez Magnussena. Ma to związek ze skutkami wypadku, w którym uczestniczył Hiszpan podczas przedsezonowych testów na torze Circuit de Barcelona-Catalunya[47].

Red Bull Racing
- Czterokrotny mistrz świata z Red Bullem, Sebastian Vettel, opuścił zespół po zakończeniu sezonu. Jego miejsce zajął kierowca Toro Rosso, Rosjanin Daniił Kwiat[16].

Sauber F1 Team
- Szwed Marcus Ericsson, kierowca Caterhama w sezonie 2014, został zawodnikiem Saubera[36]. Ericsson zdaniem mediów dysponował wsparciem finansowym w wysokości 18 milionów dolarów[81].
- Drugim kierowcą zespołu został debiutant, Brazylijczyk Felipe Nasr[38], który był kierowcą testowym Williamsa w 2014 roku[82].

Scuderia Ferrari
- Do zespołu dołączył czterokrotny mistrz świata Sebastian Vettel. Niemiec od 1998 roku był związany z juniorskim programem Red Bulla[83]. Vettel w Ferrari zastąpi Fernando Alonso[18].

Scuderia Toro Rosso
- Po trzech latach jazdy dla Scuderia Toro Rosso Jean-Éric Vergne utracił miejsce w zespole. Zastąpił go Max Verstappen (syn Josa), który awansował do Formuły 1 po roku jazdy w formułach wyścigowych. Verstappen, który w sierpniu 2014 dołączył do juniorskiego programu Red Bulla[84], w momencie debiutu w Formule 1 miał 17 lat i 164 dni, stając się tym samym najmłodszym kierowcą w historii, bijąc rekord Jaime Alguersuari'ego o prawie dwa lata[62][85]. Zatrudnienie Verstappena wywołało kontrowersje w środowisku Formuły 1[86][87].
- Zespołowym partnerem Verstappena został Carlos Sainz Jr., mistrz Formuły Renault 3.5 oraz syn dwukrotnego rajdowego mistrza świata, Carlosa Sainza[63].

## Kalendarz

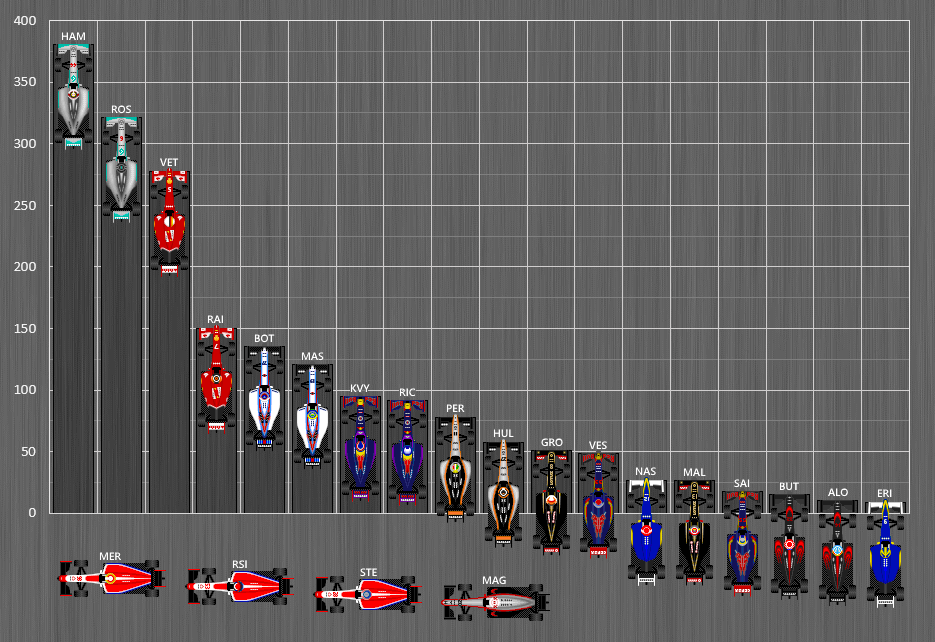
Klasyfikacja generalna przedstawiona w formie graficznej

Lista przedstawia oficjalny kalendarz Fédération Internationale de l’Automobile z dnia 7 stycznia 2015
| Grand Prix Australii Rolex Australian Grand Prix | Grand Prix Australii Rolex Australian Grand Prix | Grand Prix Australii Rolex Australian Grand Prix | Grand Prix Australii Rolex Australian Grand Prix |
| ------------------------------------------------ | ------------------------------------------------ | --- | --- |
| 1. 917.                                          | Szczegółowy rezultat                             | Data: 13 – 15 marca · Długość: 307,574 km · Liczba okrążeń: 58 · Zwycięzca z 2014 r.: N. Rosberg (Mercedes) · Tor: Albert Park Circuit · Miejsce: Australia, Melbourne · Czas UTC: 6:00 · Czas lokalny: 16:00 | Zwycięzca 1. treningu: N. Rosberg (Mercedes) Zwycięzca 2. treningu: N. Rosberg (Mercedes) Zwycięzca 3. treningu: L. Hamilton (Mercedes) Pole position: L. Hamilton (Mercedes) Zwycięzca: L. Hamilton (Mercedes) 2. miejsce: N. Rosberg (Mercedes) 3. miejsce: S. Vettel (Ferrari) Najszybsze okrążenie: L. Hamilton (Mercedes) |

| Grand Prix Malezji Petronas Malaysia Grand Prix | Grand Prix Malezji Petronas Malaysia Grand Prix | Grand Prix Malezji Petronas Malaysia Grand Prix | Grand Prix Malezji Petronas Malaysia Grand Prix |
| ----------------------------------------------- | ----------------------------------------------- | --- | --- |
| 2. 918.                                         | Szczegółowy rezultat                            | Data: 27 – 29 marca · Długość: 310,408 km · Liczba okrążeń: 56 · Zwycięzca z 2014 r.: L. Hamilton (Mercedes) · Tor: Sepang International Circuit · Miejsce: Malezja, Kuala Lumpur · Czas UTC: 9:00 · Czas lokalny: 15:00 | Zwycięzca 1. treningu: N. Rosberg (Mercedes) Zwycięzca 2. treningu: L. Hamilton (Mercedes) Zwycięzca 3. treningu: N. Rosberg (Mercedes) Pole position: L. Hamilton (Mercedes) Zwycięzca: S. Vettel (Ferrari) 2. miejsce: L. Hamilton (Mercedes) 3. miejsce: N. Rosberg (Mercedes) Najszybsze okrążenie: N. Rosberg (Mercedes) |

| Grand Prix Chin Chinese Grand Prix | Grand Prix Chin Chinese Grand Prix | Grand Prix Chin Chinese Grand Prix | Grand Prix Chin Chinese Grand Prix |
| ---------------------------------- | ---------------------------------- | --- | --- |
| 3. 919.                            | Szczegółowy rezultat               | Data: 10 – 12 kwietnia · Długość: 305,066 km · Liczba okrążeń: 56 · Zwycięzca z 2014 r.: L. Hamilton (Mercedes) · Tor: Shanghai International Circuit · Miejsce: Chiny, Szanghaj · Czas UTC: 8:00 · Czas lokalny: 14:00 | Zwycięzca 1. treningu: L. Hamilton (Mercedes) Zwycięzca 2. treningu: L. Hamilton (Mercedes) Zwycięzca 3. treningu: L. Hamilton (Mercedes) Pole position: L. Hamilton (Mercedes) Zwycięzca: L. Hamilton (Mercedes) 2. miejsce: N. Rosberg (Mercedes) 3. miejsce: S. Vettel (Ferrari) Najszybsze okrążenie: L. Hamilton (Mercedes) |

| Grand Prix Bahrajnu1 Gulf Air Bahrain Grand Prix | Grand Prix Bahrajnu1 Gulf Air Bahrain Grand Prix | Grand Prix Bahrajnu1 Gulf Air Bahrain Grand Prix | Grand Prix Bahrajnu1 Gulf Air Bahrain Grand Prix |
| ------------------------------------------------ | ------------------------------------------------ | --- | --- |
| 4. 920.                                          |                                                  | Data: 17 – 19 kwietnia · Długość: 308,238 km · Liczba okrążeń: 57 · Zwycięzca z 2014 r.: L. Hamilton (Mercedes) · Tor: Bahrain International Circuit · Miejsce: Bahrajn, Manama · Czas UTC: 17:00 · Czas lokalny: 18:00 | Zwycięzca 1. treningu: K. Räikkönen (Ferrari) Zwycięzca 2. treningu: N. Rosberg (Mercedes) Zwycięzca 3. treningu: L. Hamilton (Mercedes) Pole position: L. Hamilton (Mercedes) Zwycięzca: L. Hamilton (Mercedes) 2. miejsce: K. Räikkönen (Ferrari) 3. miejsce: N. Rosberg (Mercedes) Najszybsze okrążenie: K. Räikkönen (Ferrari) |

| Grand Prix Hiszpanii Gran Premio de España Pirelli | Grand Prix Hiszpanii Gran Premio de España Pirelli | Grand Prix Hiszpanii Gran Premio de España Pirelli | Grand Prix Hiszpanii Gran Premio de España Pirelli |
| -------------------------------------------------- | -------------------------------------------------- | --- | --- |
| 5. 921.                                            | Szczegółowy rezultat                               | Data: 8 – 10 maja · Długość: 307,104 km · Liczba okrążeń: 66 · Zwycięzca z 2014 r.: L. Hamilton (Mercedes) · Tor: Circuit de Barcelona-Catalunya · Miejsce: Hiszpania, Barcelona · Czas UTC: 14:00 · Czas lokalny: 14:00 | Zwycięzca 1. treningu: N. Rosberg (Mercedes) Zwycięzca 2. treningu: L. Hamilton (Mercedes) Zwycięzca 3. treningu: N. Rosberg (Mercedes) Pole position: N. Rosberg (Mercedes) Zwycięzca: N. Rosberg (Mercedes) 2. miejsce: L. Hamilton (Mercedes) 3. miejsce: S. Vettel (Ferrari) Najszybsze okrążenie: L. Hamilton (Mercedes) |

| Grand Prix Monako Grand Prix de Monaco | Grand Prix Monako Grand Prix de Monaco | Grand Prix Monako Grand Prix de Monaco | Grand Prix Monako Grand Prix de Monaco |
| -------------------------------------- | -------------------------------------- | --- | --- |
| 6. 922.                                | Szczegółowy rezultat                   | Data: 21 – 24 maja · Długość: 260,520 km · Liczba okrążeń: 78 · Zwycięzca z 2014 r.: N. Rosberg (Mercedes) · Tor: Circuit de Monaco · Miejsce: Monako, Monte Carlo · Czas UTC: 14:00 · Czas lokalny: 14:00 | Zwycięzca 1. treningu: L. Hamilton (Mercedes) Zwycięzca 2. treningu: L. Hamilton (Mercedes) Zwycięzca 3. treningu: S. Vettel (Ferrari) Pole position: L. Hamilton (Mercedes) Zwycięzca: N. Rosberg (Mercedes) 2. miejsce: S. Vettel (Ferrari) 3. miejsce: L. Hamilton (Mercedes) Najszybsze okrążenie: D. Ricciardo (Red Bull) |

| Grand Prix Kanady Grand Prix du Canada | Grand Prix Kanady Grand Prix du Canada | Grand Prix Kanady Grand Prix du Canada | Grand Prix Kanady Grand Prix du Canada |
| -------------------------------------- | -------------------------------------- | --- | --- |
| 7. 923.                                | Szczegółowy rezultat                   | Data: 5 – 7 czerwca · Długość: 305,270 km · Liczba okrążeń: 70 · Zwycięzca z 2014 r.: D. Ricciardo (Red Bull) · Tor: Circuit Gilles Villeneuve · Miejsce: Kanada, Montreal · Czas UTC: 20:00 · Czas lokalny: 14:00 | Zwycięzca 1. treningu: L. Hamilton (Mercedes) Zwycięzca 2. treningu: L. Hamilton (Mercedes) Zwycięzca 3. treningu: N. Rosberg (Mercedes) Pole position: L. Hamilton (Mercedes) Zwycięzca: L. Hamilton (Mercedes) 2. miejsce: N. Rosberg (Mercedes) 3. miejsce: V. Bottas (Williams) Najszybsze okrążenie: K. Räikkönen (Ferrari) |

| Grand Prix Austrii Großer Preis von Österreich | Grand Prix Austrii Großer Preis von Österreich | Grand Prix Austrii Großer Preis von Österreich | Grand Prix Austrii Großer Preis von Österreich |
| ---------------------------------------------- | ---------------------------------------------- | --- | --- |
| 8. 924.                                        | Szczegółowy rezultat                           | Data: 19 – 21 czerwca · Długość: 307,020 km · Liczba okrążeń: 71 · Zwycięzca z 2014 r.: N. Rosberg (Mercedes) · Tor: Red Bull Ring · Miejsce: Austria, Spielberg · Czas UTC: 14:00 · Czas lokalny: 14:00 | Zwycięzca 1. treningu: N. Rosberg (Mercedes) Zwycięzca 2. treningu: S. Vettel (Ferrari) Zwycięzca 3. treningu: S. Vettel (Ferrari) Pole position: L. Hamilton (Mercedes) Zwycięzca: N. Rosberg (Mercedes) 2. miejsce: L. Hamilton (Mercedes) 3. miejsce: F. Massa (Williams) Najszybsze okrążenie: N. Rosberg (Mercedes) |

| Grand Prix Wielkiej Brytanii British Grand Prix | Grand Prix Wielkiej Brytanii British Grand Prix | Grand Prix Wielkiej Brytanii British Grand Prix | Grand Prix Wielkiej Brytanii British Grand Prix |
| ----------------------------------------------- | ----------------------------------------------- | --- | --- |
| 9. 925.                                         | Szczegółowy rezultat                            | Data: 3 – 5 lipca · Długość: 306,198 km · Liczba okrążeń: 52 · Zwycięzca z 2014 r.: L. Hamilton (Mercedes) · Tor: Silverstone Circuit · Miejsce: Wielka Brytania, Silverstone · Czas UTC: 14:00 · Czas lokalny: 13:00 | Zwycięzca 1. treningu: N. Rosberg (Mercedes) Zwycięzca 2. treningu: N. Rosberg (Mercedes) Zwycięzca 3. treningu: L. Hamilton (Mercedes) Pole position: L. Hamilton (Mercedes) Zwycięzca: L. Hamilton (Mercedes) 2. miejsce: N. Rosberg (Mercedes) 3. miejsce: S. Vettel (Ferrari) Najszybsze okrążenie: L. Hamilton (Mercedes) |

| Grand Prix Węgier Pirelli Magyar Nagydíj | Grand Prix Węgier Pirelli Magyar Nagydíj | Grand Prix Węgier Pirelli Magyar Nagydíj | Grand Prix Węgier Pirelli Magyar Nagydíj |
| ---------------------------------------- | ---------------------------------------- | --- | --- |
| 10. 926.                                 | Szczegółowy rezultat                     | Data: 24 – 26 lipca · Długość: 306,630 km · Liczba okrążeń: 70 · Zwycięzca z 2014 r.: D. Ricciardo (Red Bull) · Tor: Hungaroring · Miejsce: Węgry, Budapeszt · Czas UTC: 14:00 · Czas lokalny: 14:00 | Zwycięzca 1. treningu: L. Hamilton (Mercedes) Zwycięzca 2. treningu: L. Hamilton (Mercedes) Zwycięzca 3. treningu: L. Hamilton (Mercedes) Pole position: L. Hamilton (Mercedes) Zwycięzca: S. Vettel (Ferrari) 2. miejsce: D. Kwiat (Red Bull) 3. miejsce: D. Ricciardo (Red Bull) Najszybsze okrążenie: D. Ricciardo (Red Bull) |

| Grand Prix Belgii Shell Belgian Grand Prix | Grand Prix Belgii Shell Belgian Grand Prix | Grand Prix Belgii Shell Belgian Grand Prix | Grand Prix Belgii Shell Belgian Grand Prix |
| ------------------------------------------ | ------------------------------------------ | --- | --- |
| 11. 927.                                   | Szczegółowy rezultat                       | Data: 21 – 23 sierpnia · Długość: 308,052 km · Liczba okrążeń: 44 · Zwycięzca z 2014 r.: D. Ricciardo (Red Bull) · Tor: Circuit de Spa-Francorchamps · Miejsce: Belgia, Stavelot · Czas UTC: 14:00 · Czas lokalny: 14:00 | Zwycięzca 1. treningu: N. Rosberg (Mercedes) Zwycięzca 2. treningu: N. Rosberg (Mercedes) Zwycięzca 3. treningu: L. Hamilton (Mercedes) Pole position: L. Hamilton (Mercedes) Zwycięzca: L. Hamilton (Mercedes) 2. miejsce: N. Rosberg (Mercedes) 3. miejsce: R. Grosjean (Lotus) Najszybsze okrążenie: N. Rosberg (Mercedes) |

| Grand Prix Włoch Gran Premio d'Italia | Grand Prix Włoch Gran Premio d'Italia | Grand Prix Włoch Gran Premio d'Italia | Grand Prix Włoch Gran Premio d'Italia |
| ------------------------------------- | ------------------------------------- | --- | --- |
| 12. 928.                              | Szczegółowy rezultat                  | Data: 4 – 6 września · Długość: 306,720 km · Liczba okrążeń: 53 · Zwycięzca z 2014 r.: L. Hamilton (Mercedes) · Tor: Autodromo Nazionale di Monza · Miejsce: Włochy, Monza · Czas UTC: 14:00 · Czas lokalny: 14:00 | Zwycięzca 1. treningu: L. Hamilton (Mercedes) Zwycięzca 2. treningu: L. Hamilton (Mercedes) Zwycięzca 3. treningu: L. Hamilton (Mercedes) Pole position: L. Hamilton (Mercedes) Zwycięzca: L. Hamilton (Mercedes) 2. miejsce: S. Vettel (Ferrari) 3. miejsce: F. Massa (Williams) Najszybsze okrążenie: L. Hamilton (Mercedes) |

| Grand Prix Singapuru1 Singapore Airlines Singapore Grand Prix | Grand Prix Singapuru1 Singapore Airlines Singapore Grand Prix | Grand Prix Singapuru1 Singapore Airlines Singapore Grand Prix | Grand Prix Singapuru1 Singapore Airlines Singapore Grand Prix |
| ------------------------------------------------------------- | ------------------------------------------------------------- | --- | --- |
| 13. 929.                                                      | Szczegółowy rezultat                                          | Data: 18 – 20 września · Długość: 308,828 km · Liczba okrążeń: 61 · Zwycięzca z 2014 r.: L. Hamilton (Mercedes) · Tor: Marina Bay Street Circuit · Miejsce: Singapur, Singapur · Czas UTC: 14:00 · Czas lokalny: 20:00 | Zwycięzca 1. treningu: N. Rosberg (Mercedes) Zwycięzca 2. treningu: D. Kwiat (Red Bull) Zwycięzca 3. treningu: S. Vettel (Ferrari) Pole position: S. Vettel (Ferrari) Zwycięzca: S. Vettel (Ferrari) 2. miejsce: D. Ricciardo (Red Bull) 3. miejsce: K. Räikkönen (Ferrari) Najszybsze okrążenie: D. Ricciardo (Red Bull) |

| Grand Prix Japonii Japanese Grand Prix | Grand Prix Japonii Japanese Grand Prix | Grand Prix Japonii Japanese Grand Prix | Grand Prix Japonii Japanese Grand Prix |
| -------------------------------------- | -------------------------------------- | --- | --- |
| 14. 930.                               | Szczegółowy rezultat                   | Data: 25 – 27 września · Długość: 307,471 km · Liczba okrążeń: 53 · Zwycięzca z 2014 r.: L. Hamilton (Mercedes) · Tor: Suzuka International Racing Course · Miejsce: Japonia, Suzuka · Czas UTC: 7:00 · Czas lokalny: 14:00 | Zwycięzca 1. treningu: C. Sainz Jr. (Toro Rosso) Zwycięzca 2. treningu: D. Kwiat (Red Bull) Zwycięzca 3. treningu: N. Rosberg (Mercedes) Pole position: N. Rosberg (Mercedes) Zwycięzca: L. Hamilton (Mercedes) 2. miejsce: N. Rosberg (Mercedes) 3. miejsce: S. Vettel (Ferrari) Najszybsze okrążenie: L. Hamilton (Mercedes) |

| Grand Prix Rosji Russian Grand Prix | Grand Prix Rosji Russian Grand Prix | Grand Prix Rosji Russian Grand Prix | Grand Prix Rosji Russian Grand Prix |
| ----------------------------------- | ----------------------------------- | --- | --- |
| 15. 931.                            | Szczegółowy rezultat                | Data: 9 – 11 października · Długość: 309,745 km · Liczba okrążeń: 53 · Zwycięzca z 2014 r.: L. Hamilton (Mercedes) · Tor: Sochi Autodrom · Miejsce: Rosja, Soczi · Czas UTC: 12:00 · Czas lokalny: 14:00 | Zwycięzca 1. treningu: N. Rosberg (Mercedes) Zwycięzca 2. treningu: F. Massa (Williams) Zwycięzca 3. treningu: N. Rosberg (Mercedes) Pole position: N. Rosberg (Mercedes) Zwycięzca: L. Hamilton (Mercedes) 2. miejsce: S. Vettel (Ferrari) 3. miejsce: S. Pérez (Force India) Najszybsze okrążenie: S. Vettel (Ferrari) |

| Grand Prix Stanów Zjednoczonych United States Grand Prix | Grand Prix Stanów Zjednoczonych United States Grand Prix | Grand Prix Stanów Zjednoczonych United States Grand Prix | Grand Prix Stanów Zjednoczonych United States Grand Prix |
| -------------------------------------------------------- | -------------------------------------------------------- | --- | --- |
| 16. 932.                                                 | Szczegółowy rezultat                                     | Data: 23 – 25 października · Długość: 308,405 km · Liczba okrążeń: 56 · Zwycięzca z 2014 r.: L. Hamilton (Mercedes) · Tor: Circuit of the Americas · Miejsce: Stany Zjednoczone, Austin · Czas UTC: 20:00 · Czas lokalny: 14:00 | Zwycięzca 1. treningu: N. Rosberg (Mercedes) Zwycięzca 3. treningu: L. Hamilton (Mercedes) Pole position: N. Rosberg (Mercedes) Zwycięzca: L. Hamilton (Mercedes) 2. miejsce: N. Rosberg (Mercedes) 3. miejsce: S. Vettel (Ferrari) Najszybsze okrążenie: N. Rosberg (Mercedes) |

| Grand Prix Meksyku Gran Premio de México | Grand Prix Meksyku Gran Premio de México | Grand Prix Meksyku Gran Premio de México | Grand Prix Meksyku Gran Premio de México |
| ---------------------------------------- | ---------------------------------------- | --- | --- |
| 17. 933.                                 | Szczegółowy rezultat                     | Data: 30 października – 1 listopada · Długość: ? km · Liczba okrążeń: ? · Zwycięzca z 1992 r.: N. Mansell (Williams) · Tor: Autódromo Hermanos Rodríguez · Miejsce: Meksyk, Meksyk · Czas UTC: 20:00 · Czas lokalny: 13:00 | Zwycięzca 1. treningu: M. Verstappen (Toro Rosso) Zwycięzca 2. treningu: N. Rosberg (Mercedes) Zwycięzca 3. treningu: N. Rosberg (Mercedes) Pole position: N. Rosberg (Mercedes) Zwycięzca: N. Rosberg (Mercedes) 2. miejsce: L. Hamilton (Mercedes) 3. miejsce: V. Bottas (Williams) Najszybsze okrążenie: N. Rosberg (Mercedes) |

| Grand Prix Brazylii Grande Prêmio do Brasil | Grand Prix Brazylii Grande Prêmio do Brasil | Grand Prix Brazylii Grande Prêmio do Brasil | Grand Prix Brazylii Grande Prêmio do Brasil |
| ------------------------------------------- | ------------------------------------------- | --- | --- |
| 18. 934.                                    | Szczegółowy rezultat                        | Data: 13 – 15 listopada · Długość: 305,909 km · Liczba okrążeń: 71 · Zwycięzca z 2014 r.: N. Rosberg (Mercedes) · Tor: Autódromo José Carlos Pace · Miejsce: Brazylia, São Paulo · Czas UTC: 17:00 · Czas lokalny: 14:00 | Zwycięzca 1. treningu: L. Hamilton (Mercedes) Zwycięzca 2. treningu: N. Rosberg (Mercedes) Zwycięzca 3. treningu: L. Hamilton (Mercedes) Pole position: N. Rosberg (Mercedes) Zwycięzca: N. Rosberg (Mercedes) 2. miejsce: L. Hamilton (Mercedes) 3. miejsce: S. Vettel (Ferrari) Najszybsze okrążenie: L. Hamilton (Mercedes) |

| Grand Prix Abu Zabi2 Etihad Airways Abu Dhabi Grand Prix | Grand Prix Abu Zabi2 Etihad Airways Abu Dhabi Grand Prix | Grand Prix Abu Zabi2 Etihad Airways Abu Dhabi Grand Prix | Grand Prix Abu Zabi2 Etihad Airways Abu Dhabi Grand Prix |
| -------------------------------------------------------- | -------------------------------------------------------- | --- | --- |
| 19. 935.                                                 | Szczegółowy rezultat                                     | Data: 27 – 29 listopada · Długość: 305,355 km · Liczba okrążeń: 55 · Zwycięzca z 2014 r.: L. Hamilton (Mercedes) · Tor: Yas Marina Circuit · Miejsce: Zjednoczone Emiraty Arabskie, Abu Zabi · Czas UTC: 14:00 · Czas lokalny: 17:00 | Zwycięzca 1. treningu: L. Hamilton (Mercedes) Zwycięzca 2. treningu: N. Rosberg (Mercedes) Zwycięzca 3. treningu: N. Rosberg (Mercedes) Pole position: N. Rosberg (Mercedes) Zwycięzca: N. Rosberg (Mercedes) 2. miejsce: L. Hamilton (Mercedes) 3. miejsce: K. Räikkönen (Ferrari) Najszybsze okrążenie: L. Hamilton (Mercedes) |

1 Wyścig nocny – rozgrywany przy sztucznym oświetleniu.

2 Wyścig dzienno-nocny – start wyścigu rozegrany zostanie przed zachodem słońca, a zawodnicy przyjadą na metę przy ciemnym niebie. Oświetlenie zostanie włączone przed wyścigiem.

### Wyniki
Pogrubioną czcionką kierowcy, startujący z Pole Position.
| Lp. | Miejsce              | Tor                                | Data                 | Liczba okrążeń | 1. miejsce       | 2. miejsce       | 3. miejsce       |
| --- | -------------------- | ---------------------------------- | -------------------- | -------------- | ---------------- | ---------------- | ---------------- |
| 1   | Melbourne            | Albert Park Circuit                | 15 marca 2015        | 58             | Lewis Hamilton   | Nico Rosberg     | Sebastian Vettel |
| 2   | Kuala Lumpur         | Sepang International Circuit       | 29 marca 2015        | 56             | Sebastian Vettel | Lewis Hamilton   | Nico Rosberg     |
| 3   | Szanghaj             | Shanghai International Circuit     | 12 kwietnia 2015     | 56             | Lewis Hamilton   | Nico Rosberg     | Sebastian Vettel |
| 4   | Manama               | Bahrain International Circuit      | 19 kwietnia 2015     | 57             | Lewis Hamilton   | Kimi Räikkönen   | Nico Rosberg     |
| 5   | Barcelona            | Circuit de Barcelona-Catalunya     | 10 maja 2015         | 66             | Nico Rosberg     | Lewis Hamilton   | Sebastian Vettel |
| 6   | Monte Carlo          | Circuit de Monaco                  | 24 maja 2015         | 78             | Nico Rosberg     | Sebastian Vettel | Lewis Hamilton   |
| 7   | Montreal             | Circuit Gilles Villeneuve          | 7 czerwca 2015       | 70             | Lewis Hamilton   | Nico Rosberg     | Valtteri Bottas  |
| 8   | Spielberg            | Red Bull Ring                      | 21 czerwca 2015      | 71             | Nico Rosberg     | Lewis Hamilton   | Felipe Massa     |
| 9   | Silverstone          | Silverstone Circuit                | 5 lipca 2015         | 52             | Lewis Hamilton   | Nico Rosberg     | Sebastian Vettel |
| 10  | Budapeszt            | Hungaroring                        | 26 lipca 2015        | 70             | Sebastian Vettel | Daniił Kwiat     | Daniel Ricciardo |
| 11  | Stavelot             | Circuit de Spa-Francorchamps       | 23 sierpnia 2015     | 44             | Lewis Hamilton   | Nico Rosberg     | Romain Grosjean  |
| 12  | Monza                | Autodromo Nazionale di Monza       | 6 września 2015      | 53             | Lewis Hamilton   | Sebastian Vettel | Felipe Massa     |
| 13  | Singapur             | Marina Bay Street Circuit          | 20 września 2015     | 61             | Sebastian Vettel | Daniel Ricciardo | Kimi Räikkönen   |
| 14  | Suzuka               | Suzuka International Racing Course | 27 września 2015     | 53             | Lewis Hamilton   | Nico Rosberg     | Sebastian Vettel |
| 15  | Soczi                | Sochi Autodrom                     | 11 października 2015 | 52             | Lewis Hamilton   | Sebastian Vettel | Sergio Pérez     |
| 16  | Austin               | Circuit of the Americas            | 25 października 2015 | 56             | Lewis Hamilton   | Nico Rosberg     | Sebastian Vettel |
| 17  | Meksyk               | Autódromo Hermanos Rodríguez       | 1 listopada 2015     | 69             | Nico Rosberg     | Lewis Hamilton   | Valtteri Bottas  |
| 18  | São Paulo            | Autódromo José Carlos Pace         | 15 listopada 2015    | 71             | Nico Rosberg     | Lewis Hamilton   | Sebastian Vettel |
| 19  | Abu Zabi             | Yas Marina Circuit                 | 29 listopada 2015    | 55             | Nico Rosberg     | Lewis Hamilton   | Kimi Räikkönen   |
|     | Klasyfikacja końcowa |                                    |                      |                |                  |                  |                  |

## Zmiany

### W kalendarzu
- Planowana była organizacja Grand Prix Ameryki na torze na obrzeżach Nowego Jorku. Po raz pierwszy Grand Prix to miało odbyć się w roku 2013, ale z powodów finansowych jego organizacja była dwukrotnie odwoływana[183][184]. Eliminacja nie znalazła się jednak w kalendarzu na sezon 2015[88].
- Do kalendarza powróci Grand Prix Meksyku, rozgrywane ostatni raz w 1992 roku. Grand Prix rozegrane zostanie – tak jak we wcześniejszych dekadach – na torze Autódromo Hermanos Rodríguez[185].
- Po roku przerwy do kalendarza pierwotnie powrócić miało Grand Prix Indii[184], ale runda nie została ostatecznie umieszczona w kalendarzu[88].
- Do kalendarza po rocznej przerwie powrócić miało Grand Prix Korei Południowej[88]. Jednakże 7 stycznia 2015 eliminacja została usunięta z kalendarza[186].
- Zgodnie z umową Hockenheimring i Nürburgring w sezonie 2015 GP Niemiec powinno zostać zorganizowane na tym drugim torze. W związku z problemami toru Nürburgring w styczniu Bernie Ecclestone zapowiedział, że Grand Prix zostanie zorganizowane na Hockenheimringu[187]. W połowie marca tor ten zrezygnował jednak z możliwości organizowania eliminacji Mistrzostw Świata[188], a 20 dnia tego samego miesiąca potwierdzono anulowanie Grand Prix Niemiec 2015. Sezon 2015 będzie zatem pierwszym od roku 1960, w którym nie odbędzie się Grand Prix na terenie Niemiec[189].

### W przepisach
- Liczba jednostek napędowych, z których kierowcy mogli skorzystać w trakcie sezonu, została zredukowana z pięciu do czterech[190].
- Zabronione zostało używanie elektrycznych koców, ogrzewających opony[191].
- Minimalna waga samochodu została podniesiona z 691 kg do 701 kg[192].
- Zabroniono stosowanie, powszechnych w sezonie 2014, projektów z wąskimi nosami. Aby je wyeliminować, zespoły musiały opracować linię nosa zwężającą się w bardziej płynny sposób. Nie było można ponadto opracowywać niesymetrycznych sekcji (jak w Lotusie E22) oraz krótkich nosów (jak w Mercedesie F1 W05 Hybrid), jako że, zgodnie z przepisami, początek końcówki nosa powinien zaczynać się w połowie przedniego spojlera[193].
- Odstąpiono od stosowania podwójnych punktów w ostatnim wyścigu sezonu, jak to miało miejsce w Grand Prix Abu Zabi 2014[194]
- Wszyscy kierowcy mogli skorzystać tylko z jednego projektu i malowania swojego kasku[195].

## Klasyfikacje
| Legenda oznaczeń w tabelach wyników Wyświetl szablon na nowej stronie | Legenda oznaczeń w tabelach wyników Wyświetl szablon na nowej stronie                                                                     |
| Oznaczenie                                                            | Wyjaśnienie |
| --------------------------------------------------------------------- | --- |
| Złoty                                                                 | Zwycięzca lub mistrzostwo |
| Srebrny                                                               | 2. miejsce lub wicemistrzostwo |
| Brązowy                                                               | 3. miejsce lub II wicemistrzostwo |
| Zielony                                                               | Ukończył, punktował (w klasyfikacji generalnej, gdy zdobył co najmniej jeden punkt na przestrzeni sezonu, poza trzema powyższymi opcjami) |
| Niebieski                                                             | Ukończył, nie punktował (w klasyfikacji generalnej, gdy nie zdobył co najmniej jednego punktu na przestrzeni sezonu)                      |
| Czerwony                                                              | Nie zakwalifikował się (NZ) |
| Czerwony                                                              | Nie prekwalifikował się (NPK) |
| Różowy                                                                | Nie ukończył (NU) |
| Różowy                                                                | Niesklasyfikowany (NS) (w klasyfikacji generalnej, gdy nie został sklasyfikowany w żadnym wyścigu sezonu)                                 |
| Czarny                                                                | Zdyskwalifikowany (DK) |
| Czarny                                                                | Wykluczony (WYK/EX) |
| Biały                                                                 | Nie wystartował (NW) |
| Biały                                                                 | Kontuzjowany (K/INJ) |
| Biały                                                                 | Wyścig odwołany (OD/C) |
| Bez koloru                                                            | Został wycofany (WYC/WD) |
| Bez koloru                                                            | Nie przybył (NP/DNA) |
| Bez koloru                                                            | Nie brał udziału w treningach (NT/DNP) |
| Bez koloru                                                            | Nie został zgłoszony (–) |
| Pogrubienie                                                           | Start z pole position |
| Kursywa                                                               | Najszybsze okrążenie wyścigu |
| †                                                                     | Nie ukończył, ale jego rezultat został zaliczony ze względu na przejechanie więcej niż 90% dystansu wyścigu.                              |
| *                                                                     | Sezon w trakcie |
| 1/2/3                                                                 | Punktowana pozycja w sprincie |
| Lista systemów punktacji Formuły 1                                    | |

### Kierowcy
| Poz. | Kierowca         | Zespół      | Australia | Malezja |     | Bahrajn | Hiszpania | Monako | Kanada | Austria | Wielka Brytania | Węgry | Belgia | Włochy | Singapur | Japonia | Rosja | Stany Zjednoczone | Meksyk | Brazylia |    | Punkty |
| ---- | ---------------- | ----------- | --------- | ------- | --- | ------- | --------- | ------ | ------ | ------- | --------------- | ----- | ------ | ------ | -------- | ------- | ----- | ----------------- | ------ | -------- | -- | ------ |
| 1    | Lewis Hamilton   | Mercedes    | 1         | 2       | 1   | 1       | 2         | 3      | 1      | 2       | 1               | 6     | 1      | 1      | NU       | 1       | 1     | 1                 | 2      | 2        | 2  | 381    |
| 2    | Nico Rosberg     | Mercedes    | 2         | 3       | 2   | 3       | 1         | 1      | 2      | 1       | 2               | 8     | 2      | 17†    | 4        | 2       | NU    | 2                 | 1      | 1        | 1  | 322    |
| 3    | Sebastian Vettel | Ferrari     | 3         | 1       | 3   | 5       | 3         | 2      | 5      | 4       | 3               | 1     | 12     | 2      | 1        | 3       | 2     | 3                 | NU     | 3        | 4  | 278    |
| 4    | Kimi Räikkönen   | Ferrari     | NU        | 4       | 4   | 2       | 5         | 6      | 4      | NU      | 8               | NU    | 7      | 5      | 3        | 4       | 8     | NU                | NU     | 4        | 3  | 150    |
| 5    | Valtteri Bottas  | Williams    | INJ       | 5       | 6   | 4       | 4         | 14     | 3      | 5       | 5               | 13    | 9      | 4      | 5        | 5       | 12    | NU                | 3      | 5        | 13 | 136    |
| 6    | Felipe Massa     | Williams    | 4         | 6       | 5   | 10      | 6         | 15     | 6      | 3       | 4               | 12    | 6      | 3      | NU       | 17      | 4     | NU                | 6      | DK       | 8  | 121    |
| 7    | Daniił Kwiat     | Red Bull    | NW        | 9       | NU  | 9       | 10        | 4      | 9      | 12      | 6               | 2     | 4      | 10     | 6        | 13      | 5     | NU                | 4      | 7        | 10 | 95     |
| 8    | Daniel Ricciardo | Red Bull    | 6         | 10      | 9   | 6       | 7         | 5      | 13     | 10      | NU              | 3     | NU     | 8      | 2        | 15      | 15†   | 10                | 5      | 11       | 6  | 92     |
| 9    | Sergio Pérez     | Force India | 10        | 13      | 11  | 8       | 13        | 7      | 11     | 9       | 9               | NU    | 5      | 6      | 7        | 12      | 3     | 5                 | 8      | 12       | 5  | 78     |
| 10   | Nico Hülkenberg  | Force India | 7         | 14      | NU  | 13      | 15        | 11     | 8      | 6       | 7               | NU    | NW     | 7      | NU       | 6       | NU    | NU                | 7      | 6        | 7  | 58     |
| 11   | Romain Grosjean  | Lotus       | NU        | 11      | 7   | 7       | 8         | 12     | 10     | NU      | NU              | 7     | 3      | NU     | 13       | 7       | NU    | NU                | 10     | 8        | 9  | 51     |
| 12   | Max Verstappen   | Toro Rosso  | NU        | 7       | 17† | NU      | 11        | NU     | 15     | 8       | NU              | 4     | 8      | 12     | 8        | 9       | 10    | 4                 | 9      | 9        | 16 | 49     |
| 13   | Felipe Nasr      | Sauber      | 5         | 12      | 8   | 12      | 12        | 9      | 16     | 11      | NW              | 11    | 11     | 13     | 10       | 20†     | 6     | 9                 | NU     | 13       | 15 | 27     |
| 14   | Pastor Maldonado | Lotus       | NU        | NU      | NU  | 15      | NU        | NU     | 7      | 7       | NU              | 14    | NU     | NU     | 12       | 8       | 7     | 8                 | 11     | 10       | NU | 27     |
| 15   | Carlos Sainz Jr. | Toro Rosso  | 9         | 8       | 13  | NU      | 9         | 10     | 12     | NU      | NU              | NU    | NU     | 11     | 9        | 10      | NU    | 7                 | 13     | NU       | 11 | 18     |
| 16   | Jenson Button    | McLaren     | 11        | NU      | 14  | NW      | 16        | 8      | NU     | NU      | NU              | 9     | 14     | 14     | NU       | 16      | 9     | 6                 | 14     | 14       | 12 | 16     |
| 17   | Fernando Alonso  | McLaren     | –         | NU      | 12  | 11      | NU        | NU     | NU     | NU      | 10              | 5     | 13     | 18†    | NU       | 11      | 11    | 11                | NU     | 15       | 17 | 11     |
| 18   | Marcus Ericsson  | Sauber      | 8         | NU      | 10  | 14      | 14        | 13     | 14     | 13      | 11              | 10    | 10     | 9      | 11       | 14      | NU    | NU                | 12     | 16       | 14 | 9      |
| 19   | Roberto Merhi    | Marussia    | NZ        | 15      | 16  | 17      | 18        | 16     | NU     | 14      | 12              | 15    | 15     | 16     | –        | –       | 13    | –                 | –      | –        | 19 | 0      |
| 20   | Alexander Rossi  | Marussia    | –         | –       | –   | –       | –         | –      | –      | –       | –               | –     | –      | –      | 14       | 18      | –     | 12                | 15     | 18       | –  | 0      |
| 21   | Will Stevens     | Marussia    | NZ        | NW      | 15  | 16      | 17        | 17     | 17     | NU      | 13              | 16†   | 16     | 15     | 15       | 19      | 14    | NU                | 16     | 17       | 18 | 0      |
| –    | Kevin Magnussen  | McLaren     | NW        | –       | –   | –       | –         | –      | –      | –       | –               | –     | –      | –      | –        | –       | –     | –                 | –      | –        | –  | –      |
| Poz. | Kierowca         | Zespół      | Australia | Malezja |     | Bahrajn | Hiszpania | Monako | Kanada | Austria | Wielka Brytania | Węgry | Belgia | Włochy | Singapur | Japonia | Rosja | Stany Zjednoczone | Meksyk | Brazylia |    | Punkty |

### Konstruktorzy
| Poz. | Konstruktor             | Nr | Australia | Malezja |     | Bahrajn | Hiszpania | Monako | Kanada | Austria | Wielka Brytania | Węgry | Belgia | Włochy | Singapur | Japonia | Rosja | Stany Zjednoczone | Meksyk | Brazylia |    | Punkty |
| ---- | ----------------------- | -- | --------- | ------- | --- | ------- | --------- | ------ | ------ | ------- | --------------- | ----- | ------ | ------ | -------- | ------- | ----- | ----------------- | ------ | -------- | -- | ------ |
| 1    | Mercedes                | 6  | 2         | 3       | 2   | 3       | 1         | 1      | 2      | 1       | 2               | 8     | 2      | 17†    | 4        | 2       | NU    | 2                 | 1      | 1        | 1  | 703    |
| 1    | Mercedes                | 44 | 1         | 2       | 1   | 1       | 2         | 3      | 1      | 2       | 1               | 6     | 1      | 1      | NU       | 1       | 1     | 1                 | 2      | 2        | 2  | 703    |
| 2    | Ferrari                 | 5  | 3         | 1       | 3   | 5       | 3         | 2      | 5      | 4       | 3               | 1     | 12     | 2      | 1        | 3       | 2     | 3                 | NU     | 3        | 4  | 428    |
| 2    | Ferrari                 | 7  | NU        | 4       | 4   | 2       | 5         | 6      | 4      | NU      | 8               | NU    | 7      | 5      | 3        | 4       | 8     | NU                | NU     | 4        | 3  | 428    |
| 3    | Williams Mercedes       | 19 | 4         | 6       | 5   | 10      | 6         | 15     | 6      | 3       | 4               | 12    | 6      | 3      | NU       | 17      | 4     | NU                | 6      | DK       | 8  | 257    |
| 3    | Williams Mercedes       | 77 | INJ       | 5       | 6   | 4       | 4         | 14     | 3      | 5       | 5               | 14    | 9      | 4      | 5        | 5       | 12    | NU                | 3      | 5        | 13 | 257    |
| 4    | Red Bull Racing Renault | 3  | 6         | 10      | 9   | 6       | 7         | 5      | 13     | 10      | NU              | 3     | NU     | 8      | 2        | 15      | 15†   | 10                | 5      | 11       | 6  | 187    |
| 4    | Red Bull Racing Renault | 26 | NW        | 9       | NU  | 9       | 10        | 4      | 9      | 12      | 6               | 2     | 4      | 10     | 6        | 13      | 5     | NU                | 4      | 7        | 10 | 187    |
| 5    | Force India Mercedes    | 11 | 10        | 13      | 11  | 8       | 13        | 7      | 11     | 9       | 9               | NU    | 5      | 6      | 7        | 12      | 3     | 5                 | 8      | 12       | 5  | 136    |
| 5    | Force India Mercedes    | 27 | 7         | 14      | NU  | 13      | 15        | 11     | 8      | 6       | 7               | NU    | NW     | 7      | NU       | 6       | NU    | NU                | 7      | 6        | 7  | 136    |
| 6    | Lotus Mercedes          | 8  | NU        | 11      | 7   | 7       | 8         | 12     | 10     | NU      | NU              | 7     | 3      | NU     | 13       | 7       | NU    | NU                | 10     | 8        | 9  | 78     |
| 6    | Lotus Mercedes          | 13 | NU        | NU      | NU  | 15      | NU        | NU     | 7      | 7       | NU              | 13    | NU     | NU     | 12       | 8       | 7     | 8                 | 11     | 10       | NU | 78     |
| 7    | STR Renault             | 33 | NU        | 7       | 17† | NU      | 11        | NU     | 15     | 8       | NU              | 4     | 8      | 12     | 8        | 9       | 10    | 4                 | 9      | 9        | 16 | 67     |
| 7    | STR Renault             | 55 | 9         | 8       | 13  | NU      | 9         | 10     | 12     | NU      | NU              | NU    | NU     | 11     | 9        | 10      | NU    | 7                 | 13     | NU       | 11 | 67     |
| 8    | Sauber Ferrari          | 9  | 8         | NU      | 10  | 14      | 14        | 13     | 14     | 13      | 11              | 10    | 10     | 9      | 11       | 14      | NU    | NU                | 12     | 16       | 14 | 36     |
| 8    | Sauber Ferrari          | 12 | 5         | 12      | 8   | 12      | 12        | 9      | 16     | 11      | NW              | 11    | 11     | 13     | 10       | 20†     | 6     | 9                 | NU     | 13       | 15 | 36     |
| 9    | McLaren Honda           | 14 | –         | NU      | 12  | 11      | NU        | NU     | NU     | NU      | 10              | 5     | 13     | 18†    | NU       | 11      | 11    | 11                | NU     | 15       | 17 | 27     |
| 9    | McLaren Honda           | 20 | NW        | –       | –   | –       | –         | –      | –      | –       | –               | –     | –      | –      | –        | –       | –     | –                 | –      | –        | –  | 27     |
| 9    | McLaren Honda           | 22 | 11        | NU      | 14  | NW      | 16        | 8      | NU     | NU      | NU              | 9     | 14     | 14     | NU       | 16      | 9     | 6                 | 14     | 14       | 12 | 27     |
| 10   | Marussia Ferrari        | 28 | NZ        | NW      | 15  | 16      | 17        | 17     | 17     | NU      | 12              | 16†   | 16     | 15     | 15       | 19      | 14    | NU                | 16     | 17       | 18 | 0      |
| 10   | Marussia Ferrari        | 53 | –         | –       | –   | –       | –         | –      | –      | –       | –               | –     | –      | –      | 14       | 18      | –     | 12                | 15     | 18       | –  | 0      |
| 10   | Marussia Ferrari        | 98 | NZ        | 15      | 16  | 17      | 18        | 16     | NU     | 14      | 13              | 15    | 15     | 16     | –        | –       | 13    | –                 | –      | –        | 19 | 0      |
| Poz. | Konstruktor             | Nr | Australia | Malezja |     | Bahrajn | Hiszpania | Monako | Kanada | Austria | Wielka Brytania | Węgry | Belgia | Włochy | Singapur | Japonia | Rosja | Stany Zjednoczone | Meksyk | Brazylia |    | Punkty |